# Manamabobo
Manamabobo, pleme američkih Indijanaca nastanjeno na zapadu bazena Amazone uz Rio Pachitea, pritoka rijeke Ucayali u istočnom Peruu. Jezično pripadaju središnjoj skupini porodice Panoan i zajedno s plemenima Sinabo, Caliseca i Manaua (Manava) užoj skupini Shipibo. U kontakt s misionarima dolaze još 1681. (otac Lucero). Njihovo ime danas jezikoslovci koriste kao jedan od sinonima za jezik shipibo-conibo.
Hervás (1800.05) ih je smatrao za skupiunu Cashibo ili Conibo Indijanaca, a Maroni (1889-92) kaže da su podskupina Shipibo Indijanaca koji su 1689. nazivani Chipeo montareces, divlji Shipibo, a živjeli su blizu rijeke Pachitea (10° južne šir. i 74° zap. duž.), odakle su se doselili u šume blizu plemena Conibo.
Godine 1687. Manamabobo su završili na misiji San Nicolas Obispo, s koje su uskoro otišli zbog epidemija, nakon čega su se raselili. Godine 1698. pomažu s još nekoliko plemena (Piro, Campa, Shipibo i Mananamabua) Conibo Indijancima u odbijanju vojne kaznene ekspedicije kakva je 1691 bila vođena protiv plemena Jívaro, te nastavljanju tradicionalnog načina života